# Munditia suteri
Munditia suteri är en snäckart som först beskrevs av Mestayer 1919.  Munditia suteri ingår i släktet Munditia och familjen turbinsnäckor. Inga underarter finns listade i Catalogue of Life.